# Крістофер Дойл
Крістофер Дойл (англ. Christopher Doyle; кит. трад.: 杜可風; спрощ.: 杜可风; нар. 2 травня 1952, Сідней) — австралійсько-гонконгський оператор, найбільш відомий роботою над фільмами Вонга Карвая «Чунцінський експрес», «Щасливі разом», «Любовний настрій» і «2046». Лауреат премій Каннського та Венеційського кінофестивалю, а також Австралійської кіноакадемії, Гонконзької кінопремії і нагороди Золотий кінь.

## Біографія
Дойл народився у австралійському Сіднеї, у 1952 році. У віці вісімнадцяти років він покинув рідну країну. Розводив худобу в Ізраїлі, працював нафтовим бурильником в Індії та вивчав китайську медицину в Таїланді. У сімдесятих став фотографом, а кілька років потому — кінооператором. Дебютною роботою стала картина «Того дня, на пляжі», тайваньського режисера Едварда Янга.
Дойл працював над понад п'ятдесятьма китайськомовними фільмами. Дойл відомий співпрацей з Вонгом Карваєм. Також працював із Ґасом Ван Сентом, Джимом Джармушем, Баррі Левінсоном, Нілом Джорданом, М. Найт Ш'ямаланом й іншими.

## Фільмографія
| Рік  | Фільм                                            | Режисер                           | Примітки |
| ---- | ------------------------------------------------ | --------------------------------- | --- |
| 1983 | «Того дня, на пляжі»                             | Едвард Янг                        | |
| 1986 | «Soul»                                           | Кей Шу                            | |
| 1986 | «Чорне і біле»                                   | Клер Деверс                       | |
| 1987 | «Моє серце — та вічна троянда»                   | Патрік Тем                        | |
| 1989 | «Her Beautiful Life Lies»                        | Тоні Ау                           | |
| 1991 | «Дикі дні»                                       | Вонг Карвай                       | |
| 1992 | «Країна цвіту персика»                           | Стан Лай                          | |
| 1992 | «Мері з Пекіна»                                  | Сильвія Чанг                      | |
| 1994 | «Червона троянда біла троянда»                   | Стенлі Кван                       | |
| 1994 | «Попіл часу»                                     | Вонг Карвай                       | Золота Озелла Венеційського кінофестивалю за найкращу операторську роботу |
| 1994 | «Спілка червоного лотосу»                        | Стен Лай                          | |
| 1994 | «Чунцінський експрес»                            | Вонг Карвай                       | |
| 1995 | «Павільйон Півон»                                | Чен Куофу                         | |
| 1995 | «[[Занепалі ангели (фільм, 1995)\|Занепалі анге» | Вонг Карвай                       | |
| 1996 | «4 обличчя Єви»                                  | Квок-Леунг Ган, Ерік Кот, Ян Лемб | |
| 1996 | «Ян ± Інь: Гендер у китайському кіно»            | Стенлі Кван                       | |
| 1996 | «Місяць спокусник»                               | Чен Кайге                         | |
| 1997 | «Перше кохання»                                  | Ерік Кот                          | |
| 1997 | «Мотель Кактус»                                  | Кійонг Пак                        | |
| 1997 | «Щасливі разом»                                  | Вонг Карвай                       | |
| 1998 | «Психо»                                          | Ґас Ван Сент                      | |
| 1999 | «Висоти свободи»                                 | Баррі Левінсон                    | |
| 1999 | «Без зайвих слів»                                | Крістофер Дойл                    | режисер, оператор і сценарист |
| 2000 | «Любовний настрій»                               | Вонг Карвай                       | Технічне гран-прі Каннського кінофестивалю Премія Кола кінокритиків Нью-Йорка за найкращу операторську роботу Премія Національної спілки кінокритиків США за найкращу операторську роботу Номінація — Премія Асоціації кінокритиків Чикаго за найкращу операторську роботу |
| 2001 | «Зроблено»                                       | Джон Фавро                        | |
| 2002 | «Герой»                                          | Чжан Їмоу                         | Премія Кола кінокритиків Нью-Йорка за найкращу операторську роботу Премія Асоціації кінокритиків Чикаго за найкращу операторську роботу >Номінація — Премія Національної спілки кінокритиків США за найкращу операторську роботу                                           |
| 2002 | «Тихий американець»                              | Філліп Нойс                       | |
| 2002 | «Загорожа від кроликів»                          | Філліп Нойс                       | |
| 2003 | «Зелений чай»                                    | Чжан Юань                         | |
| 2003 | «Останнє життя у Всесвіті»                       | Пен-Ек Ратанарианг                | |
| 2004 | «2046»                                           | Вонг Карвай                       | Премія Кола кінокритиків Нью-Йорка за найкращу операторську роботу Премія Національної спілки кінокритиків США за найкращу операторську роботу |
| 2005 | «Можливо, любов»                                 | Пітер Чан                         | |
| 2005 | «Біла графиня»                                   | Джеймс Айворі                     | |
| 2006 | «МакДалл, випусник»                              | Самсон Чіу                        | |
| 2006 | «Цзяоцзи»                                        | Фрут Чан                          | |
| 2006 | «Невидимі хвилі»                                 | Пен-Ек Ратанаруанг                | |
| 2006 | «Дівчина у воді»                                 | М. Найт Ш'ямалан                  | |
| 2007 | «Параноїд-парк»                                  | Ґас Ван Сент                      | |
| 2008 | «Завантажуючи Ненсі»                             | Юхан Ренк                         | |
| 2009 | «Межі контролю»                                  | Джим Джармуш                      | |
| 2009 | «Ундіна»                                         | Ніл Джордан                       | |
| 2010 | «Океан небес»                                    | Сюе Сяолу                         | |
| 2010 | «Ігри пристрасті»                                | Міч Ґлейзер                       | |
| 2011 | «Любов до життя»                                 | Гу Чангвей                        | |
| 2011 | «Закатований»                                    | Такаші Симідзу                    | |
| 2011 | «Підводна любов»                                 | Сіндзі Імаок                      | |
| 2013 | «Магія, магія»                                   | Себастьян Сільва                  | |
| 2013 | «Американські мрії у Китаї»                      | Пітер Чан                         | |
| 2015 | «Порт призначення»                               | Філліп Юн                         | |
| 2015 | «Гонконгська трилогія»                           | Крістофер Дойл                    | |
| 2015 | «Я — Белфаст»                                    | Марк Касінс                       | |
| 2016 | «Стокгольм, моя любов»                           | Марк Касінс                       | |
| 2016 | «Нескінченна поезія»                             | Алехандро Ходоровський            | |
| 2017 | «Ти для мене — цілий світ»                       | Со Теонг Хін                      | |
| 2017 | «Біла дівчина»                                   | Крістофер Дойл Дженні Суен        | |

### Короткий метр
| Рік  | Назва                     | Режисер                    |
| ---- | ------------------------- | -------------------------- |
| 1979 | The Boat-Burning Festival | Chang Chao-Tang            |
| 1996 | "wkw/tk/1996@7'55"hk.net" | Вонг Карвай                |
| 2002 | «Шість днів»              | Вонг Карвай                |
| 2002 | «Повернення додому»       | Пітер Чан                  |
| 2004 | «Рука»                    | Вонг Карвай                |
| 2004 | «Dumplings»               | Фрут Чан                   |
| 2006 | «Божевілля танцю»         | Керол Морлі                |
| 2007 | «Зустріч із Гелен»        | Емілі Вуф                  |
| 2011 | «Білий пісок»             | Цзен Цзен Чжан             |
| 2012 | «Лінда Лінда»             | Цзен Цзен Чжан             |
| 2013 | «Хороша історія»          | Мартін-крістофер Бод       |
| 2014 | «Алергія на мистецтво»    | Крістофер Дойл Дженні Суен |